# بانا جابري
الدكتورة بانا جبري هي طبيبة أمراض الجهاز الهضمي والمناعة الفرنسية من أصول سورية وأرمنية. وهي أستاذة سارة وهارولد لينكولن طومسون في قسم الطب بجامعة شيكاغو. وهي تبحث في الأمراض الالتهابية في الأمعاء، بما في ذلك مرض الاضطرابات الهضمية . وهي زميلة منتخبة في جمعية الأطباء الأمريكيين.

## الحياة المبكرة والتعليم
ولدت بانا جبري في سوريا لأب سوري وأم أرمنية. انتقلت إلى ألمانيا عندما كانت في الثانية من عمرها وإلى فرنسا عندما كانت في الثانية عشرة من عمرها.  حصلت على درجة البكالوريوس في الكيمياء الحيوية من جامعة باريس ديدرو عام 1986. تخرجت من معهد باستور في عام 1991 وحصلت على درجة الدكتوراه في الطب، ثم قضت فترة تدريب في المساعدة العامة – مستشفيات باريس،  وهو الوقت الذي أنجبت فيه طفلها الأول.  ثم أكملت زمالة في المعاهد الوطنية للصحة في الولايات المتحدة. عادت إلى جامعة باريس ديدرو للحصول على درجة الدكتوراه في علم المناعة، وتخرجت في عام 1996. 

## حياة مهنية
في عام 1994 قبلت منصب أستاذ مساعد في قسم أمراض الجهاز الهضمي للأطفال في مستشفى نيكر-إنفانتس مالاديس، وبقيت في هذا المنصب حتى عام 1998. في عام 1999 عملت في جامعة برينستون كباحثة في هيئة التدريس، وأصبحت باحثة علمية في العام التالي. في عام 2002 قبلت وظيفة أستاذ مساعد في جامعة شيكاغو، وترقت في عام 2005 إلى أستاذ مشارك وفي عام 2011 إلى أستاذ كامل. في عام 2006 أصبحت المدير المشارك لمركز أبحاث أمراض الجهاز الهضمي، وفي عام 2011 عُيِّنَت مديرة الأبحاث لمركز مرض الاضطرابات الهضمية.  في عام 2018 حصلت على أستاذية مسماة، لتصبح أستاذة سارة وهارولد لينكولن طومسون. 

## الجوائز والأوسمة
في عام 2009، أصبحت أول باحثة في الولايات المتحدة تفوز بجائزة ويليام ك. وارن جونيور للتميز في أبحاث مرض الاضطرابات الهضمية.  في عام 2017 حصلت على جائزة لويد ماير في علم المناعة المخاطية.  وهي أيضًا عضو منتخب في جمعية الأطباء الأمريكيين وحاصلة على جائزة لويلين جون وهارييت مانشستر كوانتريل؛ للتميز في التعليم الجامعي. 